# Klerykalizm
Klerykalizm (fr. cléricalisme) – stanowisko ideologiczne opowiadające się za dominacją idei religijnych oraz wpływem instytucjonalnego kleru na życie społeczne, polityczne oraz kulturalne aż do całkowitego podporządkowania go duchowieństwu i Kościołowi. Ze słownika francuskiego określenie klerykalizm przeniknęło do terminologii stosowanej w innych krajach.
Termin pojawił się we Francji w 1848 roku w okresie Wiosny Ludów (stosowali go krytycy Kościoła katolickiego), a w 1852 roku wszedł na stałe do francuskiego języka. W Europie nasilenie klerykalizmu nastąpiło w średniowieczu, gdy papiestwo stawiało się w pozycji nadrzędnej wobec państwa. W czasach nowożytnych klerykalizm w formie klerofaszyzmu wystąpił na Słowacji w czasie II wojny światowej.  Najwyższym stopniem klerykalizacji jest teokracja. Klerykalizm rodzi opór w postaci antyklerykalizmu, często wśród samych katolików, tzw. antyklerykalizm wewnętrzny. 